# Kenni Larsen
Kenni Jack Arendt Larsen (ur. 14 czerwca 1988 w Odense) – duński żużlowiec.

## Życiorys
Srebrny medalista drużynowych mistrzostw świata juniorów (Gorzów Wielkopolski 2009). Finalista indywidualnych mistrzostw świata juniorów (Goričan 2009 – X miejsce). Brązowy medalista mistrzostw Europy par (Równe 2012). Finalista indywidualnych mistrzostw Europy (2012 – VII miejsce).
W kwietniu 2016 roku Larsen (jako żużlowiec Falubazu) został z pistoletu postrzelony w głowę. Duńczyk zraniony został w płaty czołowe, które odpowiedzialne są za cechy osobowe, takie jak myślenie, planowanie i zapamiętywanie; z tego powodu Larsen nie pamiętał nic z momentu wypadku i nie był w stanie przypomnieć sobie pierwszych chwil po wybudzeniu ze śpiączki. W ciężkim stanie trafił do szpitala, gdzie wprowadzono go w stan śpiączki farmakologicznej. W szpitalu Larsen przeszedł dwie operacje, a przez kilka dni był w stanie krytycznym. Na początku maja, po ponad tygodniowym pobycie w szpitalu w Odense, Larsena wybudzono ze śpiączki, choć pozostawiono go podłączonego do aparatury podtrzymującej życie. Sportowca wypisano ze szpitala, po czym ma się rozpocząć jego rehabilitacja.

## Przynależność klubowa
Wielka Brytania
- Newcastle Diamonds (2008–2010)
- Peterborough Panthers (2010)
- Coventry Bees (2011–2012)
- Peterborough Panthers (2013)

Polska
- Wanda Kraków (2011)
- Ostrovia (2012)
- Orzeł Łódź (2013)
- Stal Rzeszów (2014–2015)
- Falubaz Zielona Góra (2016)